# 三重邊界
《三重邊界》（英語：Triple Frontier）是一部2019年美國動作冒險片，由J·C·錢德爾執導並重寫馬克·鮑爾的劇本，班·艾佛列克、奧斯卡·伊薩克、查理·漢納、蓋瑞特·荷德倫和佩德羅·帕斯卡主演。片名和故事背景取自南美洲的三方邊疆（巴西、秘魯和哥倫比亞三國交界處）；講述五位前三角洲部隊隊員重聚，計劃非法打劫一位南美大毒梟的鉅款，但本以為順利的行動陷入失控，使小隊的忠誠、技能和道德受到考驗。
《三重邊界》以開發地獄著稱。最早由派拉蒙影業於2010年批准開發，與鮑爾發想故事的凱薩琳·畢格羅身兼導演。畢格羅退出後，錢德爾受聘接任該職。電影因片方內部改組及預算飆升問題於2017年被派拉蒙放棄，直到Netflix隨即接手，才得以順利開發下去。電影於2018年3月展開主要拍攝，取景地點包括夏威夷、加利福尼亞州及哥倫比亞。在開發期間，諸如湯姆·漢克、強尼·戴普和威爾·史密斯等一線巨星都曾洽談演出。
本片2019年3月13日於Netflix全球上線，成為該平台的年度主打大作。雖然官方稱本片頗受觀眾歡迎，但外界媒體根據市場反應分析，電影口碑平庸加上高額的製作預算，表現視為失利。《三重邊界》在影評界反響褒貶不一，主流批評錢德爾的執導技巧、劇情和人物刻畫，而故事立意及動作戲則獲得普遍肯定。

## 劇情
美國私人軍事顧問桑提亞哥·「教宗」·賈西亞在哥倫比亞打擊組織犯罪。線人尤文娜與他達成交易，以南美大毒梟蓋博爾·馬丁·洛里亞的行蹤來換取弟弟的自由，同時讓尤文娜姊弟倆逃至國外。洛里亞帶著7500萬美元的現金住在巴西邊境叢林中的一棟隱密宅邸。教宗前往佛羅里達州招募他在三角洲部隊退役的同袍，以為政府工作為藉口奪取並侵佔這筆錢，隊員分別為湯姆·「紅蒼蠅」·戴維斯，生計拮据的房地產經紀人；勵志講師威廉·「鐵頭」·米勒；班·「班尼」·米勒，鐵頭的弟弟兼綜合格鬥家；法蘭西斯科·「鯰魚」·摩拉里斯，因古柯鹼菸而失去執照的前飛行員。教宗設法說服團隊為自己劫財。
計劃就位後，小隊趁洛里亞的家人前往教堂時潛入宅邸，盡量減少傷亡。制伏守衛後，小隊找不到洛里亞和錢，直到教宗發現對方將所有的錢藏在牆壁裡，數目遠超預期。紅蒼蠅專注於錢，要求小隊延後撤退時間但被說服而作罷。將錢裝進貨車後，他們對洛里亞執行最後掃蕩；教宗成功殺死洛里亞，但鐵頭中彈，此時洛里亞的家人和其他守衛返回。小隊殺光了守衛、燒毀了房子，最後帶著2.5億美元的現金開車離開，饒對方的家人一命。
小隊在機場與尤文娜姊弟倆會合，透過鐵頭的聯繫為眾人提供了一架Mi-8直升機，以前往秘魯海岸外的逃亡船。鯰魚懷疑這架直升機因所有的錢超載而能否飛過飛過安地斯山脈，紅蒼蠅拒絕不願留下任何錢，便催促鯰魚上路。他們將姊弟倆送到邊境，紅蒼蠅則質疑對方的知曉範圍，認為她們可能會出賣小隊。尤文娜堅決否認知道小隊成員的任何訊息。臨走時，教宗拿了300萬美元和簽證供姊弟倆至澳大利亞。紅蒼蠅始終認為尤文娜在撒謊，但被教宗勸說。
當他們試圖飛越山脈時，錢的重量使直升機迫降於一座古柯鹼農場上。農民誤認為小隊是緝毒局探員而產生敵意，紅蒼蠅先行開槍，鯰魚也跟著開槍，導致幾名村民死亡。教宗拿錢補償村長，而紅蒼蠅、鐵頭、班尼及鯰魚則準備騾子將錢運過山區。經過不斷的掙扎，他們決定燒掉一些錢來取暖。當他們向海岸移動時，兩名前來復仇的村民伏擊了小隊。紅蒼蠅在殺死一位村民後遭另一人偷襲而亡；教宗隨後殺死了對方。剩餘四人心灰意冷，帶著錢和紅蒼蠅的屍體前進海邊。班尼前去偵察並報告逃亡船仍在原地，但鎮上充滿了等待他們的洛里亞殘黨。他們將帶得走的現金裝滿背包，並將剩餘的錢傾倒在沟壑中。他們試圖帶著紅蒼蠅的屍體悄悄穿過小鎮，但被敵人發現。經過一場飛車追逐和槍戰後，小隊順利帶著500萬美元和紅蒼蠅的屍體登上了船。
後來，當團隊建立付款賬戶時，內疚的鐵頭同意將自己那份錢匯給紅蒼蠅的家屬，鯰魚、班尼與教宗跟進。四人就此分手，教宗計劃前往澳大利亞尋找尤文娜。離開之前，鐵頭將一組坐標交給教宗：峽谷的位置。

## 演員
- 班·艾佛列克飾演湯姆·「紅蒼蠅」·戴維斯（Tom 'Redfly' Davis）[5]：房地產經紀人，小隊戰略家。
- 奧斯卡·伊薩克飾演桑提亞哥·「教宗」·賈西亞（Santiago 'Pope' Garcia）[5]：私人軍事顧問，小隊隊長。
- 查理·漢納飾演威廉·「鐵頭」·米勒（William 'Ironhead' Miller）[5]：勵志講師，班尼的哥哥，小隊成員。
- 蓋瑞特·荷德倫飾演班·「班尼」·米勒（Ben 'Benny' Miller）[5]：綜合格鬥家，鐵頭的弟弟，小隊成員。
- 佩德羅·帕斯卡飾演法蘭西斯科·「鯰魚」·摩拉里斯（Francisco 'Catfish' Morales）[5]：前飛行員，小隊駕駛員。
- 安卓·亞霍娜飾演尤文娜（Yovanna）[6]：教宗的線人，臥底於販毒集團。
- 雷納爾多·蓋列戈斯（英语：Reynaldo Gallegos）飾演蓋博爾·馬丁·洛里亞（Gabriel Martin Lorea）[1]：南美大毒梟。
- 希拉·凡飾演蘿倫·耶茲（Lauren Yates）[1]：教宗的律師。
- 瑪德琳·沃里（Maddy Wary）飾演泰絲·戴維斯（Tess Davis）[7]：紅蒼蠅的女兒。

## 製作

### 劇本
《三重邊界》初期命名為《沉睡之犬》（Sleeping Dogs），故事起初由馬克·鮑爾和導演凱薩琳·畢格羅發想，旨在製作一部以南美地區犯罪猖獗處為背景的高預算動作驚悚片；片名和故事背景取自南美洲的三方邊疆（巴西、秘魯和哥倫比亞三國交界處），此處被視為犯罪組織販賣毒品和違禁品的天堂。但該地區已開放遊客進入，危險程度不如以往。雖然J·C·錢德爾後來重寫了劇本，故事地點雖然未指名何處，但仍然與巴西接壤：巴西、阿根廷和巴拉圭的交界。對於錢德爾重寫鮑爾的劇本，製片人安迪·霍維茲（Andy Horwitz）表示錢德爾已完全接管了本片：「片中約九成五的對白皆來自於他。」本片是導演錢德爾首次執導非自己原創的故事。不同以往自編自導的電影，錢德爾在寫作的那一刻起對故事產生強烈的情感依戀，但認為接納一則從未設想的故事很有趣，並在首次閱讀劇本時被鮑爾的構想所吸引。

劇情講述五名前美國特種兵齊聚一堂，合力打劫一位南美毒梟的巨額財產，風險超乎想像。錢德爾談及五名主角在片中的狀況：「雖然離開彼此五六年，技巧生疏但仍有活力，在經過良好的溝通後重新上工」；接著補充：「希望觀眾能體驗當美好的歲月飛逝後，那種真正悲傷、遺憾和被遺棄的感覺。這些傢伙某方面和職業運動員有很多相似之處：當開始覺得自己有能耐改變世界時，他們把你一腳踹開，一切得從頭來過。」劇情中隨著緊張局勢的加劇，五人的勇氣和道德界限備受考驗，導演對此表示：「他們都是好人但會做壞事，這就是我的理念。」班·艾佛列克在受訪中表示本片主要探討「退伍軍人的困境」：
我認為有趣的一件事是，一群獻上崇高的承諾及奉獻精神效命於事業的人，多年來冒著巨大的風險，目的只為了理想而被要求做極其困難的事情。但當這段時光結束後，他們窮其一生練就的多樣技能唯有傭兵世界才能派上用場。導致你面臨著抉擇去做從未做過的事，比如闖蕩房地產或能力所及的平凡生意，再者將你的技能賣給出價最高的人。這非我經身親歷，但可想像得到的特殊壓力，可謂諸多退伍軍人所面臨的困境。

### 發展
本片透過查爾斯·羅文和亞歷士·高德納的亞特拉斯娛樂製作。開發始於2008年，兩位製片人收到鮑爾的劇本後，派拉蒙影業以6000萬美元的預算於2010年批准製作，預定2011年開拍，但因各種延誤而陷入多年開發地獄。凱薩琳·畢格羅最早持有執導權，但為了改拍《00:30凌晨密令》（2012年）而擱置，最後因專注開發鮑·伯格達爾的電影而於2015年退出。開發陷入停擺，且預算也在飆升，截至2014年已增加至8000萬美元。根據內部人士透露，導演和片方缺乏溝通，導致創作理念不合，畢格羅無法忍受羅文而退出，鮑爾也與羅文相互不融洽而分手。羅文與和高德納否認「創作分歧」的說法。直到2015年6月，據傳J·C·錢德爾與片方交涉，有望接任導演一職；9月正式簽約。當時錢德爾僅執導過個人原創劇本且未有動作片的經驗，但高德納表示賞識錢德爾的才華，絕非一時之選。
2017年4月12日，即開拍前一個月，據報導，派拉蒙已放棄了《三重邊界》。據Deadline Hollywood網站所述，當時演員陣容中的查尼·塔圖與湯姆·哈迪無法接受錢德爾的劇本重寫，哈迪要求重大更動，加上原本緊迫的製作時程隨著派拉蒙執行長布拉德·格雷（該項目的主要推動者）的離世，導致7000萬美元的預算不斷增長且公司內部政權改組，派拉蒙只好停下腳步。2017年5月初，據報導，串流媒體公司Netflix為取得電影版權而與派拉蒙交涉。隔月Netflix成功接手發行權。監製尼爾·多森和包含羅文與高德納在內的其他製片人都一致認為串流媒體是發行本片的正確選擇。《三重邊界》斥資1.15億美元製作，與《愛爾蘭人》成為2019年少數預算破億的Netflix原創電影，也是年度主打大作。

### 選角
2010年10月，湯姆·漢克和強尼·戴普與片方商談擔任主演。早在正式簽約前，據傳漢克為此開始接受嚴格的訓練和肌肉鍛煉，但他的公關人士反駁此傳言。威爾·史密斯也加入洽談行列。2010年11月，漢克確認參演。畢格羅認為史密斯不適合演出而拒絕與他相見；考慮到當時估計本片將耗資8000萬美元，需要知名影星撐場，派拉蒙說服她參加會談，但該演員仍無法讓畢格羅改變主意。此前，謠傳西恩·潘、哈維爾·巴登和克里斯汀·貝爾將加入演出，但片方仍遲遲未有具體作為。2016年1月20日，戴普再次洽談演出，而史密斯據悉為了拍攝《最美的安排》（2016年）而退出。2017年1月，據報導，查尼·塔圖與湯姆·哈迪正商談參演，而戴普和漢克則已退出。隔月，塔圖和哈迪正式簽約後，馬赫夏拉·阿里也加入演出陣容。當派拉蒙在4月放棄本片時，塔圖和哈迪已退出，阿里與安卓·亞霍娜仍留在演出陣容中。據傳塔圖和哈迪兩人因相互不滿而雙雙退出。班·艾佛列克和凱西·艾佛列克有意填補塔圖和哈迪的位置，但班·艾佛列克在2017年7月由於個人因素退出；據悉，他在康復診所完成了戒酒後打算「多花時間注重自己的健康及家人」。2017年7月26日，據報導，馬克·華柏格接替艾佛列克的角色，查理·漢納、蓋瑞特·荷德倫和佩德羅·帕斯卡加入演出陣容，亞霍娜則始終留下。2018年3月19日，班·艾佛列克重新簽約歸隊。凱西·艾佛列克和阿里則因製作延遲而被迫退出。
伊薩克先前曾與導演錢德爾在《暴力年代》（2014年）中合作。伊薩克的角色「教宗」（Pope）仗著打擊壞人的名義獲得私益；錢德爾將該角比喻成唐納德·倫斯斐，後者擁有「一則好得令人難以置信的計劃：我們要報復並殺死壞人們，我們要讓國家致富並變得更美好。」但這並非正確的世道，角色上反映了這點。帕斯卡14年前就已在百老匯結識伊薩克；在拍攝期間他習慣稱呼荷德倫為。漢納與荷德倫在片中飾演一對兄弟，私下兩名演員已是15年的好友。起初，錢德爾未想讓他們的兩名角色成為兄弟，但在認為漢納和荷德倫在外貌及氣場很相似；在考慮只選兩人中的一人時，錢德爾最後決定藉由改劇本的方式來讓兩人成為兄弟，熊和鱼掌兼得。此外，《三重邊界》成為荷德倫與伊薩克的第三次合作，感情親密的他們先前已在《醉鄉民謠》（2013年）及《莫哈維沙漠》（2015年）中同戲演出。新人演員瑪德琳·沃里（Maddy Wary）被選來飾演艾佛列克角色的女兒；她形容自己的角色：「普通的青少年但狡猾地知曉父母發生的一切」。沃里高中三年級參與第一次試鏡，正值電影開發停擺而未果，但一年後得到二次試鏡的機會，當時住院的她因病得福，成功拿下角色，使本片成為沃里的出鏡首作。
艾佛列克在片中飾演的角色「紅蒼蠅」（Redfly）是劇情轉折的關鍵，該角先是被錢所迷惑，再開槍殺死了幾位只想保衛家園的村民，激怒了整個團隊，最終遭到了報應。艾佛列克此前曾有意在自己的另一部片中提議賜死主角，但片商不允許。於是該演員向錢德爾提議自願出演該角：「如果我得到片方的同意，你會願意讓我演這傢伙嗎？」紅蒼蠅之死最初來自鮑爾的劇本，錢德爾認為該角「罪不致死」並對艾佛列克提議感到驚訝。艾佛列克將該角之死的影響比作《威猛奇兵》（1985年），有意讓紅蒼蠅對標後者主角李察·錢斯（Richard Chance，威廉·彼德森飾演）之死：「我希望見到有人真正為發生的一切付出代價，這將會很有趣。」

### 拍攝

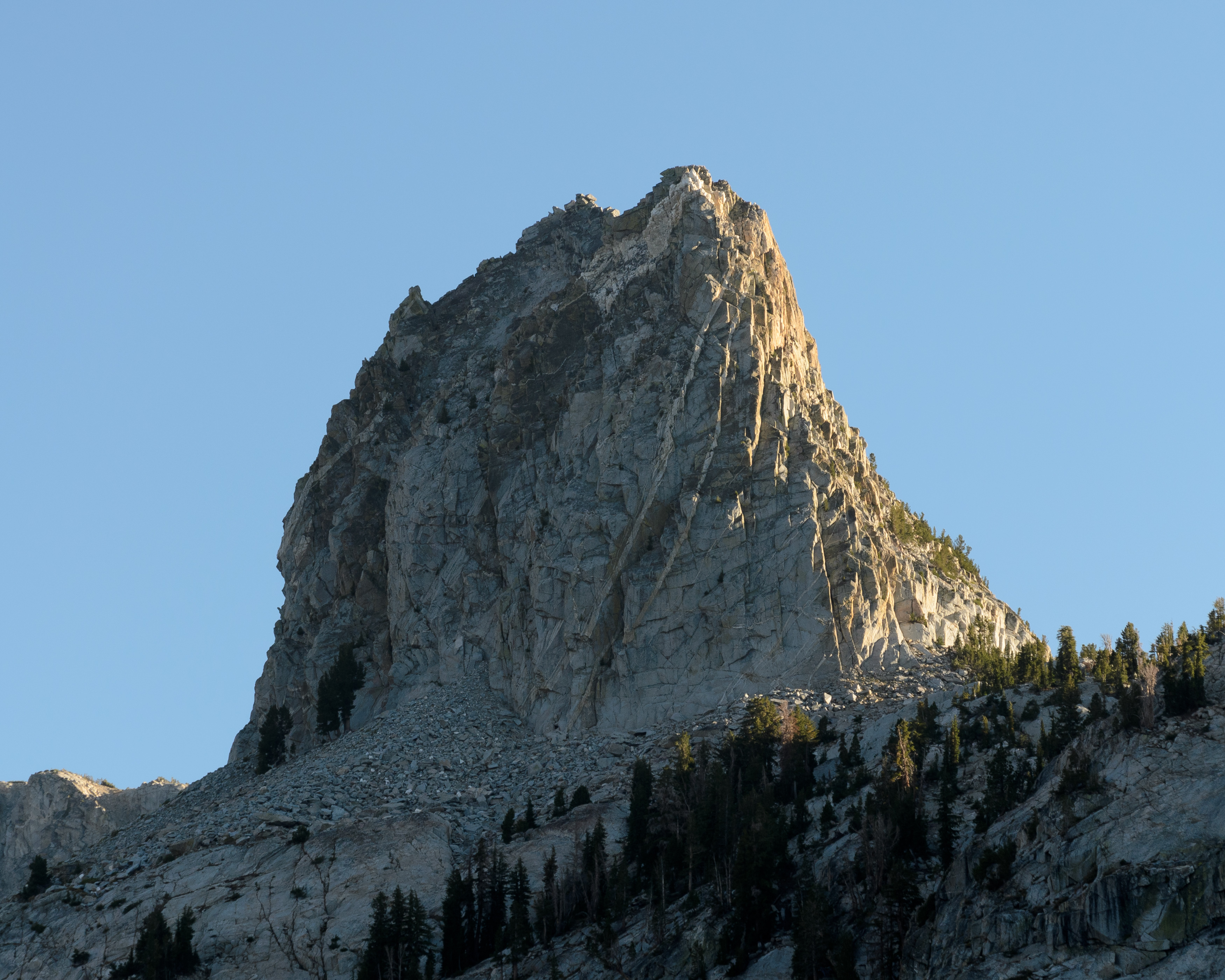
被當成安地斯山脈的馬麥斯湖一座山脈

羅曼·瓦夏諾夫擔任攝影指導。Netflix原先預定本片2017年8月起在夏威夷和哥倫比亞展開主要拍攝，後來延期至2018年3月26日正式在夏威夷歐胡島開拍，艾佛列克等演員被狗仔拍到在該鳥的海灘上受訓。劇組也取景於哥倫比亞和美國加利福尼亞州。劇組將充滿海灘及叢林的夏威夷當成南美洲叢林場景，但也碰上不少問題：場地經理凱薩琳·卡根（Catherine Kagan）表示，也因為此地時常下雨導致拍攝前必須處理泥濘問題；島上存在二戰遺留的軍事設備可能具有危險，成為劇組選擇場地的一個問題；電影還面臨在石油平台附近的海灘拍攝時，需要聯合結構工程師、石油高管以及地方當局進行複雜的討論。雖然後勤面臨挑戰，但夏威夷的美景仍讓卡根感到值得，她先前也在此為《侏羅紀世界：殞落國度》（2018年）工作。在與美國林務局的合作下，加州馬麥斯湖被當成南美的安地斯山脈。片中Mi-8直升機飛越山脈的驚險動作橋段由空中特技真實上演，而非CGI呈現，直升機最後也真實墜機；其中直升機駕駛員由一名知名法國特技飛行員擔任。由於冷戰緣故，Mi-8直升機在美國難以取得，但最後劇組仍幸運地透過特效公司斯克羅金斯航空買到了一架。斯克羅金斯航空對這架俄國製的直升機進行了不少改造，包括將方形乘客窗改為圓形，並加裝了腹門艙口和機組人員座椅，同時重建了駕駛艙和儀表。
哥倫比亞的拍攝容易發生危險，成為劇組最大的挑戰；但Netflix先前曾在此國拍攝影集《毒梟》而擁有豐富的經驗，劇組也聽從Netflix高層的建議，只在哥倫比亞首都波哥大附近一座小鎮的貧民窟及周邊拍了一個多星期。卡根表示：「在貧民窟拍片非常危險，」「你拍攝期間帶來的每一人都得留在該處，需要當地聯絡人和中間人以及由當地警察與私人承包商組成的廣泛安全網，勢必增加預算。」當劇組在夏威夷拍片時每天只有約四百人在現場，但波哥大的拍攝則讓人手增加至950人左右；錢德爾表示，雖然街區簡陋，但波哥大仍是非常安全的城市。劇組在波哥大附近拍攝時遇到了許多流浪狗，他們最終建立了一處狗窩，讓狗在整個製作過程中四處遊蕩。同時請來獸醫來照顧幼崽，並提供絕育手術以及其他基本健康治療。在拍攝結束後，錢德爾甚至收養了其中一隻幼犬，帶回美國給家人，牠被命名為馬克西莫（Maximo）。據製片人安迪·霍維茲所述，約50隻狗獲得劇組關照。此外，雖然哥倫比亞啟動了拍片獎勵政策，但該年的資金早已發完，使《三重邊界》未能獲得該國的資金補助。在夏威夷、加州和哥倫比亞的拍攝共花費了64天左右。
演員們與軍事專家會面以深入了解自己的老兵角色。五名主角為了片中驚險的動作場面，除了海豹突擊隊和軍方的軍事訓練外，還一起進行至少三週的馬術、游泳、摔跤和耐力訓練，並甘願從歐胡島的泥濘雨林到馬麥斯湖的群山四處跋涉、費時做高海拔訓練。伊薩克表示：「我不想因每次拍攝間距被迫休息半小時而拖延一切！」片中一幕是主角牽著騾子渡河；劇組前往凱盧阿岸邊，趁早上水位下降時拍攝渡河的橋段。為此演員們需要為此訓練，帕斯卡自稱不需要而未參與游泳訓練，而是直接拍攝渡河戲。

## 音樂

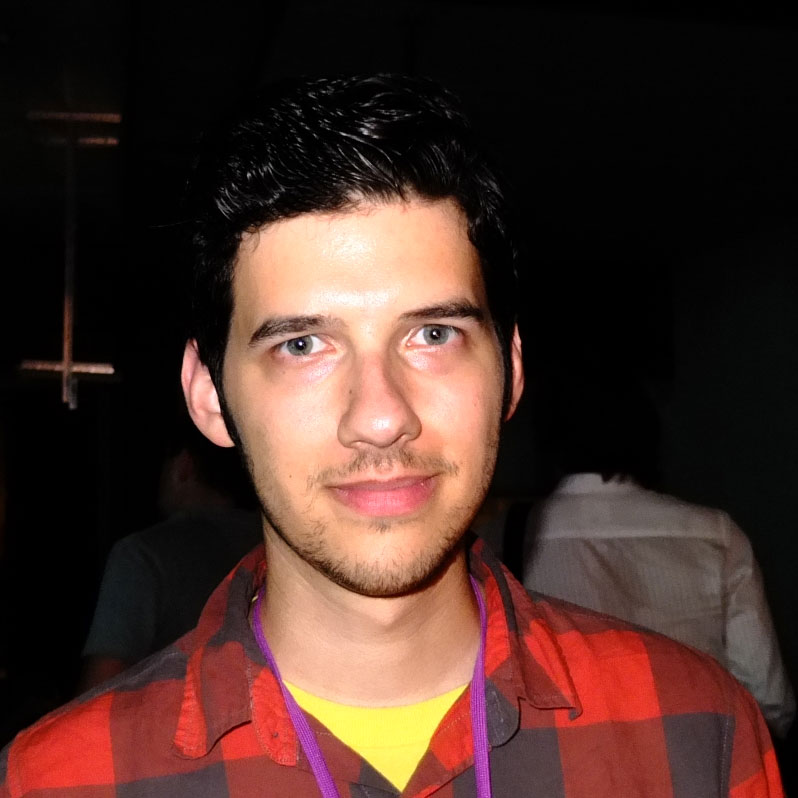
災難和平（本名李察·佛里蘭）

電影配樂由災難和平（本名李察·佛里蘭）負責作曲，同時也與金屬製品鼓手拉爾斯·烏爾里希合作演奏樂譜中的打擊樂部分。災難和平對動作片作曲的經驗不多，但表示：「這很有趣，你可以加入並嘗試一些前所未有的事物。」他也對烏爾里希的合作讚賞有加：「讓拉爾斯錄製大量跳動的踢踏及筒鼓確實有助於將配樂凝聚在一塊。」身為電影迷的烏爾里希很喜歡錢德爾的《海上求生記》（2013年），並在米爾谷影展上結識導演，建立友誼後，錢德爾主動邀請他加入《三重邊界》，並與災難和平合作。而對於災難和平的作曲，錢德爾表示：「他的音樂讓人感覺像是融入了我們在片中使用的那種硬搖滾，可謂一次很酷的體驗。」
原聲帶於2019年3月8日由米蘭唱片公司採數位發行。
| 曲目列表 | 曲目列表           | 曲目列表 |
| 曲序     | 曲目               | 时长     |
| -------- | ------------------ | -------- |
| 1.       | 美國正盯上（America Is Listening）     | 1:32     |
| 2.       | 內應和僱傭兵（A Mole and a Mercenary）   | 2:42     |
| 3.       | 昔日士兵（Once a Soldier）       | 2:48     |
| 4.       | 偵察（）           | 4:28     |
| 5.       | 全員牛仔（Full on Cowboy）       | 2:32     |
| 6.       | 褻瀆的誓言（Desecrated Oaths）     | 7:05     |
| 7.       | 宅邸安全（The House Is the Safe）       | 5:26     |
| 8.       | 算算你的殺敵數（Count Your Kills） | 5:38     |
| 9.       | 順勢而行（Into the Wind）       | 5:35     |
| 10.      | 現與魔鬼為伍（With the Devil Now）   | 2:52     |
| 11.      | 檢查第六人（Check Six）     | 2:02     |
| 12.      | 金子有何用（What Gold Does）     | 3:11     |
| 13.      | 罪孽（）           | 5:09     |
| 14.      | 預約會面（Rendez Vous）       | 6:14     |
| 15.      | 坐標（）           | 1:49     |
| 总时长： | 总时长：           | 59:03    |

## 發行
《三重邊界》2019年3月3日在紐約市舉行全球首映；此前曾在紐澤西州的一間購物中心試映，在場觀眾達四百人，片長比正式剪輯版多了32分鐘。電影3月6日在美國有限上映，3月13日上線Netflix。2018年12月10日，首支預告片發表。2019年2月15日，全新預告片隨艾佛列克在《吉米夜現場》上釋出。美國電影協會因「全片充斥暴力和不良語言」而將電影評為R級。
根據Netflix官方所述，本片已成為該平台的熱門影片。2019年4月16日，宣布本片上線首月內就吸引了超過5200萬名觀眾收看。2019年7月5日，收看觀眾累積超過6300萬美元。儘管Netflix首席内容官泰德·薩蘭多斯對此表示自豪，但業界將此表現視為失利；據The Information公司的一份報告表明，《三重邊界》1.15億美元的預算遠高於其他好萊塢片商製作R級成人電影的費用，無法和影評口碑和觀看數持平，促使薩蘭多斯計劃在未來的原創製作上更加挑剔：吸引大量觀眾的條件優先於行業口碑和拿獎。

## 反響

### 評價
《三重邊界》在觀眾及影評界評價褒貶不一。評論匯總網站爛番茄根據137條評論，本片獲得71%的新鮮度，均分6.30／10；共識評論：「出色的演出陣容及雄心勃勃的故事不但克服了《三重邊界》不平衡的敘事，更將最終成果昇華至滿是嚴酷、堅韌不拔的搶劫驚悚片境界上。」在Metacritic網站上根據26條評論，獲得61分，屬「普遍好評」。主流影評批評錢德爾的執導技巧以及劇情、風格上的不一致，但故事立意和動作場面獲得讚賞；亦有影評拿來比喻成現代版的《碧血金沙》（1948年）。
《芝加哥太陽報》的理查·洛普從滿分4星中為本片打了3.5星，並在評論中寫道：「《三重邊界》從導演到劇本、製作元素再到表演堪稱一流。」電影被《娱乐周刊》的克里斯·納沙瓦迪（Chris Nashawaty）評為，表示：「這群匪徒間也許沒人值得尊敬，但《三重邊界》肯定將他們拍得令人津津有味，只歸因於錢德爾、鮑爾和粗暴的硬漢團夥從不讓事態好轉。」《紐約時報》的曼諾拉·達吉斯指出電影具有比愛國主義更長久的精神：「老式的美國貪婪」，並稱讚錢德爾流暢的動作戲處理以及主角團成員間的互動。影評人詹姆斯·伯納汀內里從滿分4星中給出3星好評，評論：「《三重邊界》主打無可挑剔的攝影、堅實的表演，以及緊張氛圍十足的精心編排動作戲為賣點。」IndieWire網站的艾瑞克·柯恩（Eric Kohn）認為《三重邊界》的角色塑造單薄、劇情公式化，所幸錢德爾對於結局的處理補足了上述缺陷；最後他將電影評為。Polygon網站的凱倫·韓（Karen Han）給予好評：「《三重邊界》背後的涵義遠不止眼前所見，可惜不免落入動作片的俗套。」
《綜藝》影評人歐文·葛雷伯曼稱《三重邊界》為「乏味的貪婪寓言」，對錢德爾的執導技巧感到失望，成品在藝術價值方面不及格，娛樂體驗也不足。TheWrap網站的威廉·比比亞尼（William Bibbiani）給予的評價較平庸，在評論中寫道：「見證片中職業軍人的道德蕩然無存的同時，J·C·錢德爾動作傳奇的火花也隨之熄滅。」但仍認為本片引人入勝、想法深刻，還算值得觀看。《費城詢問報》的蓋瑞·湯普森（Gary Thompson）批評錢德爾在角色和動作拿捏上的不平衡，導致劇情張力被分散。網站的約書亞·恩西尼亞斯（Joshua Encinias）批評敘事手法乏味、陳腐，即使分心幾分鐘也不至於跟不上劇情，可謂Netflix作品常見的缺陷。
角色的塑造成為外界主要批評的一點，如《好萊塢報導》影評人陶德·麥卡錫稱讚本片對驚悚氛圍的營造和角色們面臨的重重考驗，錢德爾仍舊擅長刻畫男人與金錢的關係以及金錢的魅力和壓力。但也表示包含唯一具有背景故事的艾佛列克角色在內，五位主角都塑造得不足。羅傑·伊伯特網影評人克莉絲汀·萊米爾從滿分4星中將本片評為2星，在評論中寫道：「一支才華洋溢的團隊在幕前幕後齊聚一堂，合力打造搶劫驚悚片《三重邊界》，但成品卻不上不下到令人失望。」雖然她讚賞驚險的動作場面（如直升機飛越安地斯山脈），但也同樣批評對人物的淺薄刻畫。《英文台灣日報》的傑克·科伊爾（Jake Coyle）也認為五位主角以及每位講西班牙語的當地人都刻劃得不夠，唯伊薩克的角色足以留下印象；評論最後總結：「《浴血任務》同級硬漢配置的《三重邊界》更具內涵，但仍遠遠不夠好。」

### 獎項
| 入圍獎項         | 入圍獎項                   | 入圍獎項                                                 | 入圍獎項 | 入圍獎項 | 入圍獎項 |
| 獎項             | 類別                       | 得獎者或提名者                                           | 結果     | 來源     |          |
| ---------------- | -------------------------- | -------------------------------------------------------- | -------- | -------- | -------- |
| 加州取景獎       | 年度最佳外景團隊－片商長片 | 凱瑟琳·卡根（Catherine Kagan）、強尼·丹尼爾·桑切斯（Jonny Daniel Sanchez）、潔絲敏·芭黎（Jasmin Paris） | 提名     | [ 64 ]   |          |
| IGN夏季電影獎    | 最佳動作電影               | 《三重邊界》                                             | 提名     | [ 65 ]   |          |
| 第45屆全美民選獎 | 最受歡迎劇情電影           | 《三重邊界》                                             | 提名     | [ 66 ]   |          |

## 未來
電影第三幕中，倖存的四名主角將大多數的錢留在峽谷底部，但結局時鐵頭（Ironhead）將峽谷坐標交給教宗，暗示後者有望返回該處取錢。電影上線後不久，當被問及是否有《三重邊界》的續集計劃時，Netflix的一名代表回應未有規劃，錢德爾的代表沒有回應。伊薩克接受《數碼間諜》採訪時則表示，結局並非續集暗示而歸因於導演的個人風格，並補充：「重點是電影在全球看得人多不多，至於Netflix想再拍一部，那就是另一回事了。」Screen Rant網站認為峽谷位置離大海如此之近，主角們利用一架直升機便能輕易帶走錢，無需再次長途跋涉。為此若有續集，從故事角度分析「僅僅返回收集剩餘現金的任務」對電影而言並份量不足。

## 備註
1. ↑  鮑·伯格達爾的電影之後也被擱置，畢格羅改拍《底特律》（2017年）[19]。

## 外部連結
- 互联网电影数据库（IMDb）上《三重邊界》的资料（英文）
- 在Netflix上觀看《三重邊界》
- 豆瓣电影上《三重邊界》的資料 （简体中文）